# David Notoane
David Morala Notoane (Pretoria, 7 febbraio 1969) è un allenatore di calcio sudafricano.